# In2It
In2It (en coréen : 인투잇; et stylisé In2It) est un boys band sud-coréen composé de six membres : Jiahn, Yeontae, Inho, Hyunuk, Isaac et Inpyo, qui ont précédemment participé à l’émission Boys24 de Mnet, en 2016,. Originellement constitué de huit membres, le groupe débute le 26 octobre 2017 avec l’EP Carpe Diem et son titre promotionnel, "Amazing",. Jinsub quitte le groupe en mars 2018 pour des raisons de santé, et Sunghyun quitte le groupe le 4 septembre 2019 pour des raisons personnelles.

## Histoire

### 2016–2017: Pré-début
Tous les membres d’In2It viennent du programme Boys24. Début 2016, 5 500 candidats ont auditionné pour l’émission Boys24 où seulement moins de trente d’entre eux ont été sélectionnés, jusqu’à ce qu’il ne reste que neuf membres pour débuter dans In2It,. Le groupe n’a cependant débuté qu’avec huit membres car à la suite d'une controverse, leur agence a exclu Lee Hwayoung du groupe tout en rompant son contrat avant leurs débuts officiels.

### Octobre 2017–Mars 2018: Début avecCarpe Diemet départ de Jinsub

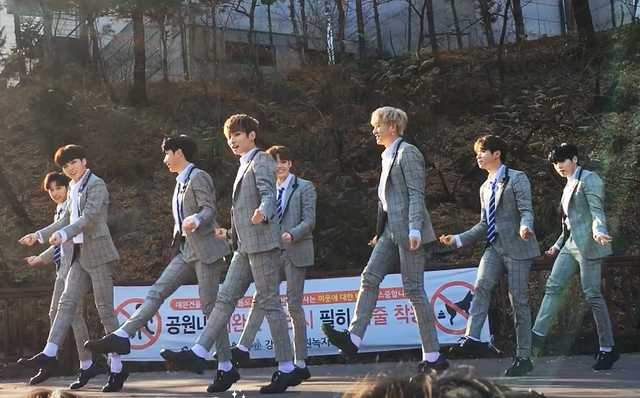
In2It en 2017

Le groupe a débuté avec le mini-album Carpe Diem accompagné du titre principal "Amazing", le 26 octobre 2017. Le clip vidéo d’"Amazing" a été filmé au Kazakhstan,,.
In2It a tenu sa première tournée en Asie les 2, 4 et 10 février 2018 en passant par Singapour, la Malaisie et l’Indonésie.
Le 26 mars, MMO Entertainment a annoncé que Jinsub ne continuera pas avec le groupe car il est atteint de la maladie de Menière,.

### Avril 2018-présent: Retour à sept avec "Snapshot" et "Sorry For My English"
Le 19 avril 2018, le groupe fait son retour à sept avec le single nommé "Snapshot",
In2It met en ligne son second single intitulé "Into The Night Fever" avec le titre promotionnel "Sorry For My English", le 26 juillet,.

## Membres
- Yoo Ji-ahn (유지안)
- Jeong Yeon-tae (정연태)
- Hwang In-ho (황인호)
- Han Hyun-uk (한현욱)
- Isaac Voo (아이젝, 邬凯名/鄔凱名[23],[24])

### Anciens membres
- Kim Jin-sub  (김진섭)
- Kim Sung-hyun (김성현)

## Discographie

### Mini-album
| Titre      | Détails | Meilleurs classements | Ventes         |
| Titre      | Détails | COR                   | Ventes         |
| ---------- | --- | --------------------- | -------------- |
| Carpe Diem | - Date de sortie : 26 octobre 2017 - Labels : MMO Entertainment, CJ E&M - Formats : CD, téléchargement numérique Liste des pistes 1. Tomorrow | 6                     | - COR : 31,784 |

### Album singles
| Titre                | Détails | Meilleurs classements | Ventes         |
| Titre                | Détails | COR                   | Ventes         |
| -------------------- | --- | --------------------- | -------------- |
| SnapShot             | - Date de sortie : 19 avril 2018 - Labels : MMO Entertainment, CJ E&M - Formats : CD, téléchargement numérique   | 9                     | - COR : 10,032 |
| Into the Night Fever | - Date de sortie : 26 juillet 2018 - Labels : MMO Entertainment, CJ E&M - Formats : CD, téléchargement numérique | 14                    | - COR : 8,459  |

### Singles
| Titre                                                                               | Année | Meilleurs classements | Album                |
| Titre                                                                               | Année | COR                   | Album                |
| ----------------------------------------------------------------------------------- | ----- | --------------------- | -------------------- |
| "Amazing"                                                                           | 2017  | —                     | Carpe Diem           |
| "SnapShot"                                                                          | 2018  | —                     | Snapshot             |
| "Sorry For My English"                                                              | 2018  | —                     | Into The Night Fever |
| "—" signifie que le titre ne s'est pas classé ou n'est pas sorti dans cette région. |       |                       |                      |

### Bande-son
| Année | Chanson                       | Drama/Film         | Réf.   |
| ----- | ----------------------------- | ------------------ | ------ |
| 2017  | "My Way" (chanté par Yeontae) | Revolutionary Love | [ 30 ] |

## Concerts et tournées
| Date            | Ville        | Pays      | Titre                                         | Lieu           |
| --------------- | ------------ | --------- | --------------------------------------------- | -------------- |
| 2 février 2018  | Singapour    | Singapour | In2It Asia Showcase "Carpe Diem" in Singapore | SOTA           |
| 4 février 2018  | Kuala Lumpur | Malaisie  | In2It Asia Showcade "Carpe Diem" in Malaysia  | PJ Live Art    |
| 10 février 2018 | Jakarta      | Indonésie | In2It Asia Showcase "Carpe Diem" in Indonesia | The Kasablanka |

## Filmographie
- Get In2It (Naver/V Live, 2017)[31]
- In2It X LieV  (Naver/V Live, 2017)[32]
- Game Life Bar (a tvN digital original) (tvN/YouTube/Facebook, 2017)[33]
- It's your first time in Hell, Right (Mnet/Facebook/MNET VOD, 2017)[34]
- In2It X Rooftop Live (Naver/V Live, 2018)[35]
- Genie Idol - In2It (Idol Show K-rush3)(KBS World, 2018)[36]
- In2It X Casper Radio (Naver/V Live, 2018)[37]
- [Pops in Seoul] Come on! In2It (인투잇)'s Spin The Roulette (Naver/Arirang K-pop, 2018)[38]
- [Idol League] Come On! In2It (인투잇)! (Stark) (Facebook/Twitter/YouTube, 2018)[39]

### Sources
- (en) Cet article est partiellement ou en totalité issu de l’article de Wikipédia en anglais intitulé « In2It » (voir la liste des auteurs).